# Valentino Telaubun
Valentino Telaubun (sinh tại Katlarat, ngày 21 tháng 11 năm 1984) là một cầu thủ bóng đá người Indonesia thi đấu ở vị trí hậu vệ cho câu lạc bộ tại Liga 1 Persija Jakarta. Năm 2012, anh ra mắt và có 2 lần ra sân cho đội tuyển quốc gia Indonesia ở Giải vô địch bóng đá Đông Nam Á 2012.

## Sự nghiệp

### Semen Padang
Ngày 3 tháng 11 năm 2014, anh được giải phóng từ Semen Padang.

### Persija Jakarta
Ngày 30 tháng 11 năm 2017, anh ký bản hợp đồng 2 năm với Persija Jakarta.